# 71-й меридіан східної довготи
71-й меридіан східної довготи — лінія довготи, що лежить на 71 градус східніше Гринвіцького меридіана. Вона проходить від Північного полюса через Північний Льодовитий океан, Азію, Індійський океан, Південний океан та Антарктиду до Південного полюса.
71-й меридіан східної довготи формує велике коло разом із 109-тим меридіаном західної довготи.

## Список географічних об'єктів, що перетинає 71° сх. д.
Починаючи на Північному полюсі та рухаючись до Південного полюса, 71-й меридіан східної довготи проходить через:
| Координати                                                 | Країна, територія або море | Примітки |
| ---------------------------------------------------------- | -------------------------- | --- |
| 90°0′ пн. ш. 71°0′ сх. д. / 90.000° пн. ш. 71.000° сх. д.  | Північний Льодовитий океан | |
| 81°5′ пн. ш. 71°0′ сх. д. / 81.083° пн. ш. 71.000° сх. д.  | Карське море               | |
| 73°29′ пн. ш. 71°0′ сх. д. / 73.483° пн. ш. 71.000° сх. д. | Росія                      | Проходить через острів Білий[en] |
| 73°6′ пн. ш. 71°0′ сх. д. / 73.100° пн. ш. 71.000° сх. д.  | Протока Малигіна[en]       | |
| 72°53′ пн. ш. 71°0′ сх. д. / 72.883° пн. ш. 71.000° сх. д. | Росія                      | Проходить через півострів Ямал |
| 66°32′ пн. ш. 71°0′ сх. д. / 66.533° пн. ш. 71.000° сх. д. | Обська губа                | |
| 66°21′ пн. ш. 71°0′ сх. д. / 66.350° пн. ш. 71.000° сх. д. | Росія                      | |
| 55°5′ пн. ш. 71°0′ сх. д. / 55.083° пн. ш. 71.000° сх. д.  | Казахстан                  | |
| 42°30′ пн. ш. 71°0′ сх. д. / 42.500° пн. ш. 71.000° сх. д. | Киргизстан                 | |
| 42°16′ пн. ш. 71°0′ сх. д. / 42.267° пн. ш. 71.000° сх. д. | Узбекистан                 | |
| 42°3′ пн. ш. 71°0′ сх. д. / 42.050° пн. ш. 71.000° сх. д.  | Киргизстан                 | |
| 41°11′ пн. ш. 71°0′ сх. д. / 41.183° пн. ш. 71.000° сх. д. | Узбекистан                 | Проходить східніше Коканда |
| 40°16′ пн. ш. 71°0′ сх. д. / 40.267° пн. ш. 71.000° сх. д. | Киргизстан                 | |
| 39°24′ пн. ш. 71°0′ сх. д. / 39.400° пн. ш. 71.000° сх. д. | Таджикистан                | |
| 38°28′ пн. ш. 71°0′ сх. д. / 38.467° пн. ш. 71.000° сх. д. | Афганістан                 | |
| 34°34′ пн. ш. 71°0′ сх. д. / 34.567° пн. ш. 71.000° сх. д. | Пакистан                   | Хайбер-Пахтунхва — приблизно на 9 км |
| 34°29′ пн. ш. 71°0′ сх. д. / 34.483° пн. ш. 71.000° сх. д. | Афганістан                 | |
| 34°2′ пн. ш. 71°0′ сх. д. / 34.033° пн. ш. 71.000° сх. д.  | Пакистан                   | Хайбер-Пахтунхва Пенджаб |
| 27°45′ пн. ш. 71°0′ сх. д. / 27.750° пн. ш. 71.000° сх. д. | Індія                      | Раджастхан |
| 24°50′ пн. ш. 71°0′ сх. д. / 24.833° пн. ш. 71.000° сх. д. | Пакистан                   | Сінд |
| 24°37′ пн. ш. 71°0′ сх. д. / 24.617° пн. ш. 71.000° сх. д. | Індія                      | Гуджарат |
| 24°27′ пн. ш. 71°0′ сх. д. / 24.450° пн. ш. 71.000° сх. д. | Пакистан                   | Сінд — приблизно на 10 км |
| 24°21′ пн. ш. 71°0′ сх. д. / 24.350° пн. ш. 71.000° сх. д. | Індія                      | Гуджарат Дадра і Нагар-Хавелі і Даман і Діу[en] — приблизно на 1 км |
| 20°44′ пн. ш. 71°0′ сх. д. / 20.733° пн. ш. 71.000° сх. д. | Індійський океан           | Проходить західніше острова Денджер, Британська Територія в Індійському Океані Проходить східніше острова Гранд-Тер, Кергелен, Французькі Південні і Антарктичні Території |
| 60°0′ пд. ш. 71°0′ сх. д. / 60.000° пд. ш. 71.000° сх. д.  | Південний океан            | |
| 68°37′ пд. ш. 71°0′ сх. д. / 68.617° пд. ш. 71.000° сх. д. | Антарктида                 | Проходить через Австралійську антарктичну територію (претендує Австралія)                                                                                                  |